# مریدا (ایالت)
ایالت مریدا (به اسپانیایی: Mérida)  یکی از ایالت‌های ۲۳گانهٔ ونزوئلا است که در بخش غربی این کشور واقع شده‌است. 
مرکز این ایالت، شهر مریدا است.

## خصوصیات
ایالت مریدا ۱۱٬۳۰۰ کیلومترمربع مساحت و ۸۲۸٬۵۹۲ نفر جمعیت دارد.

## نگارخانه

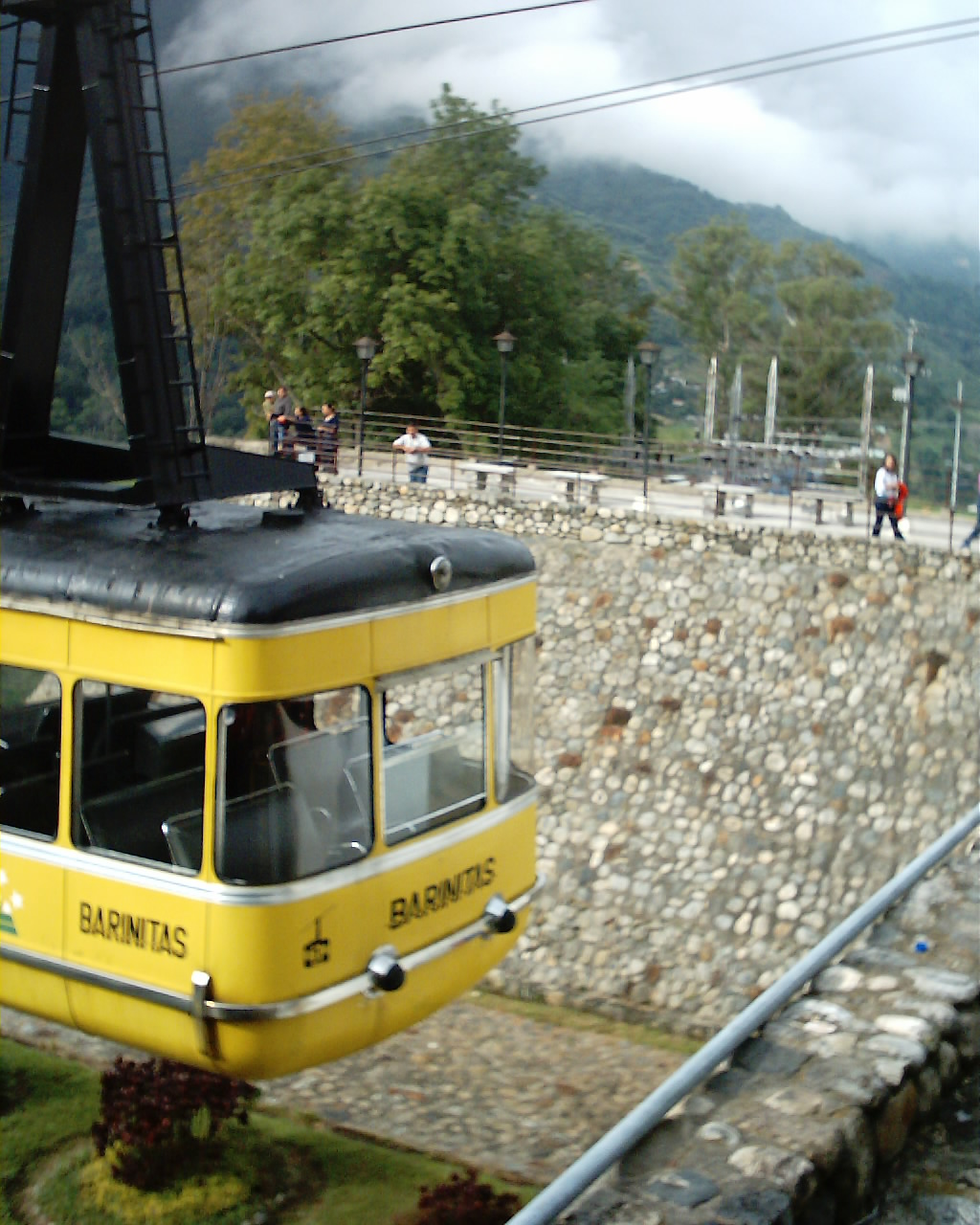
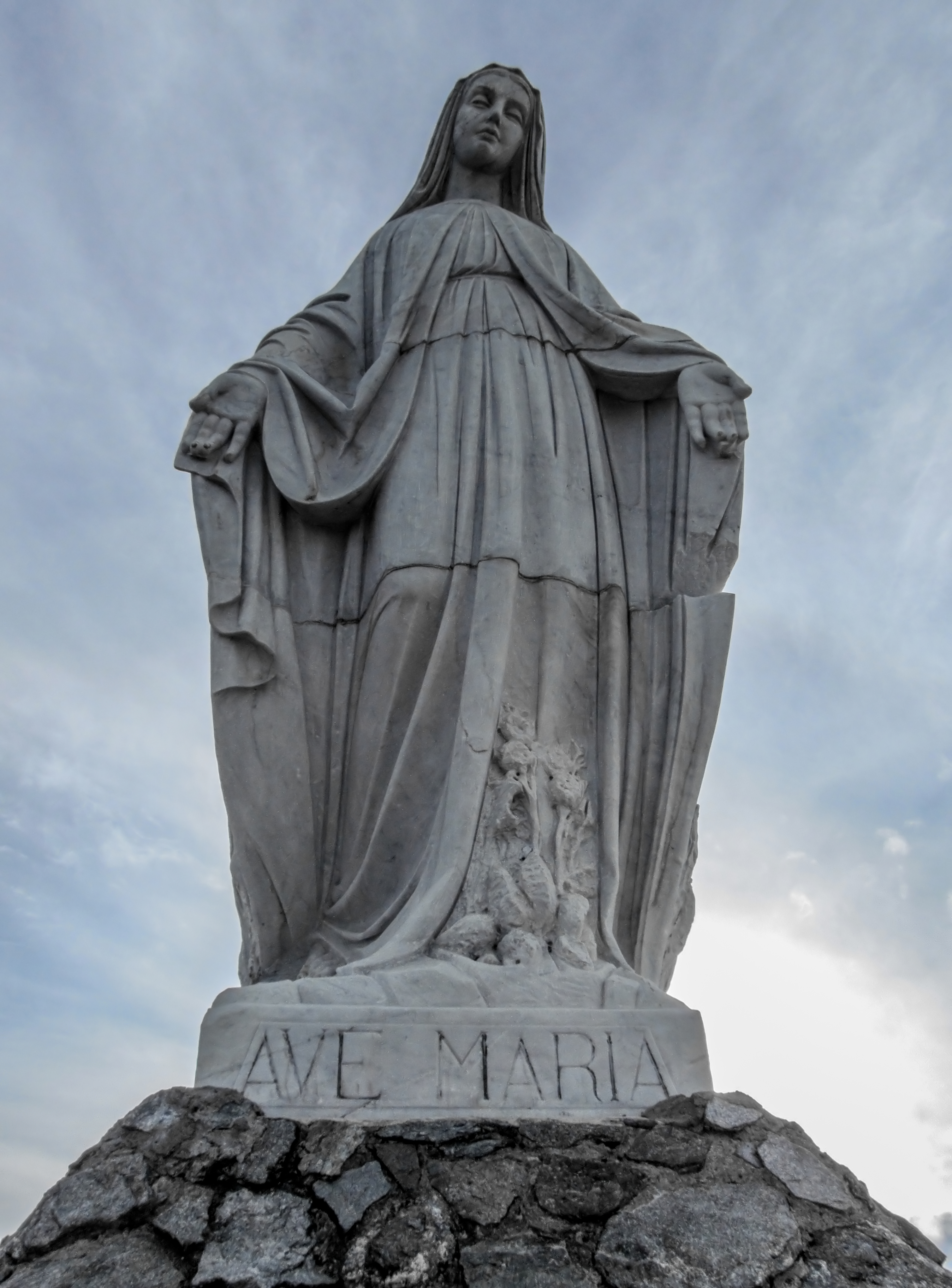
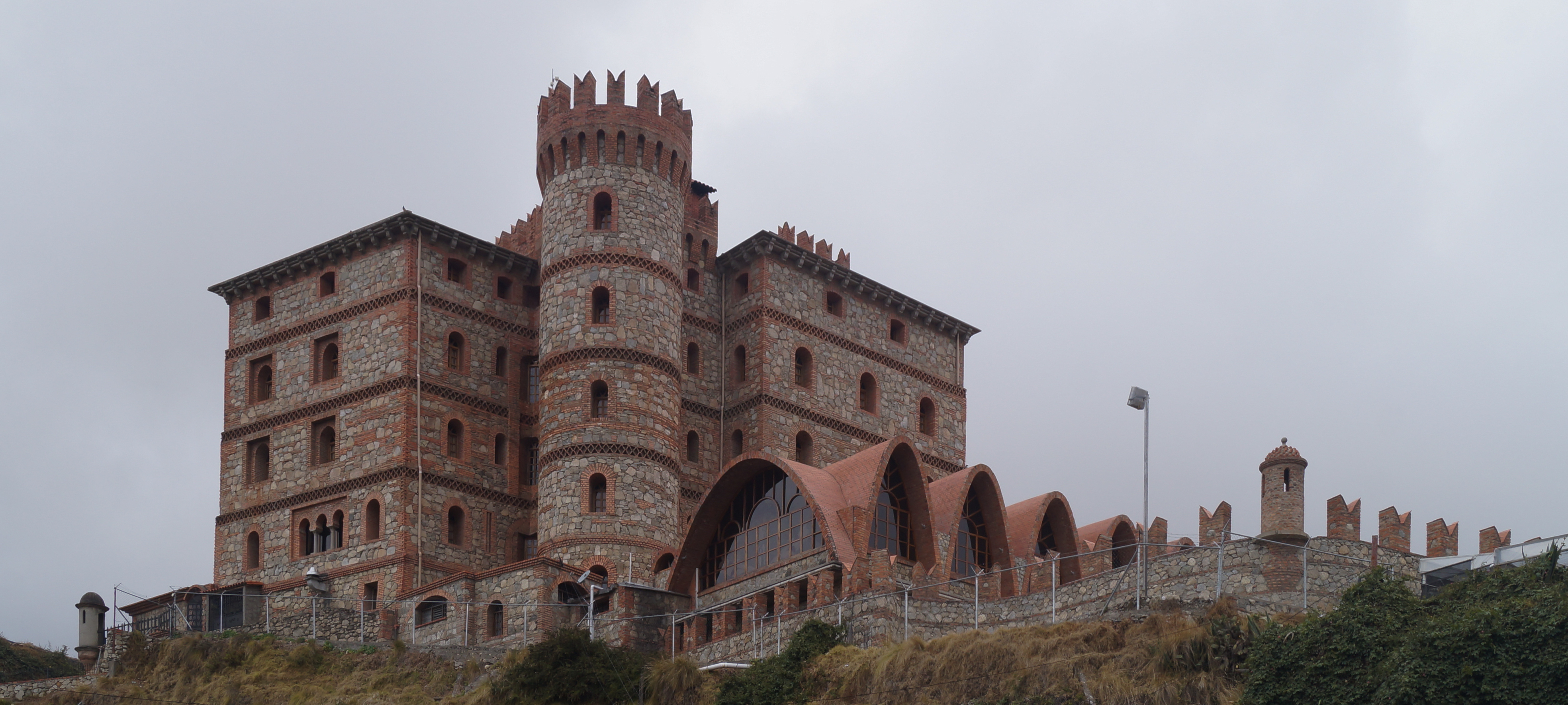
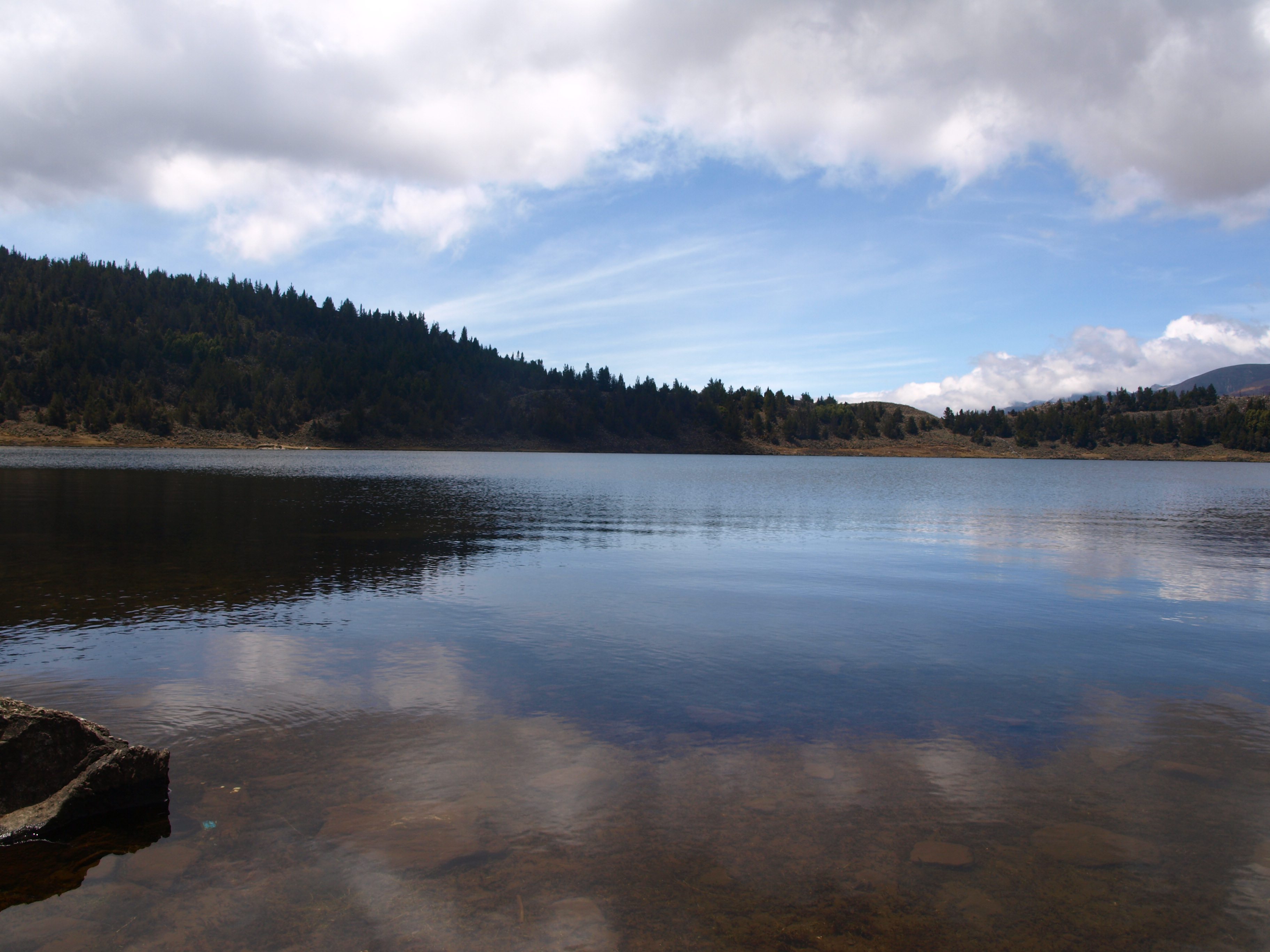
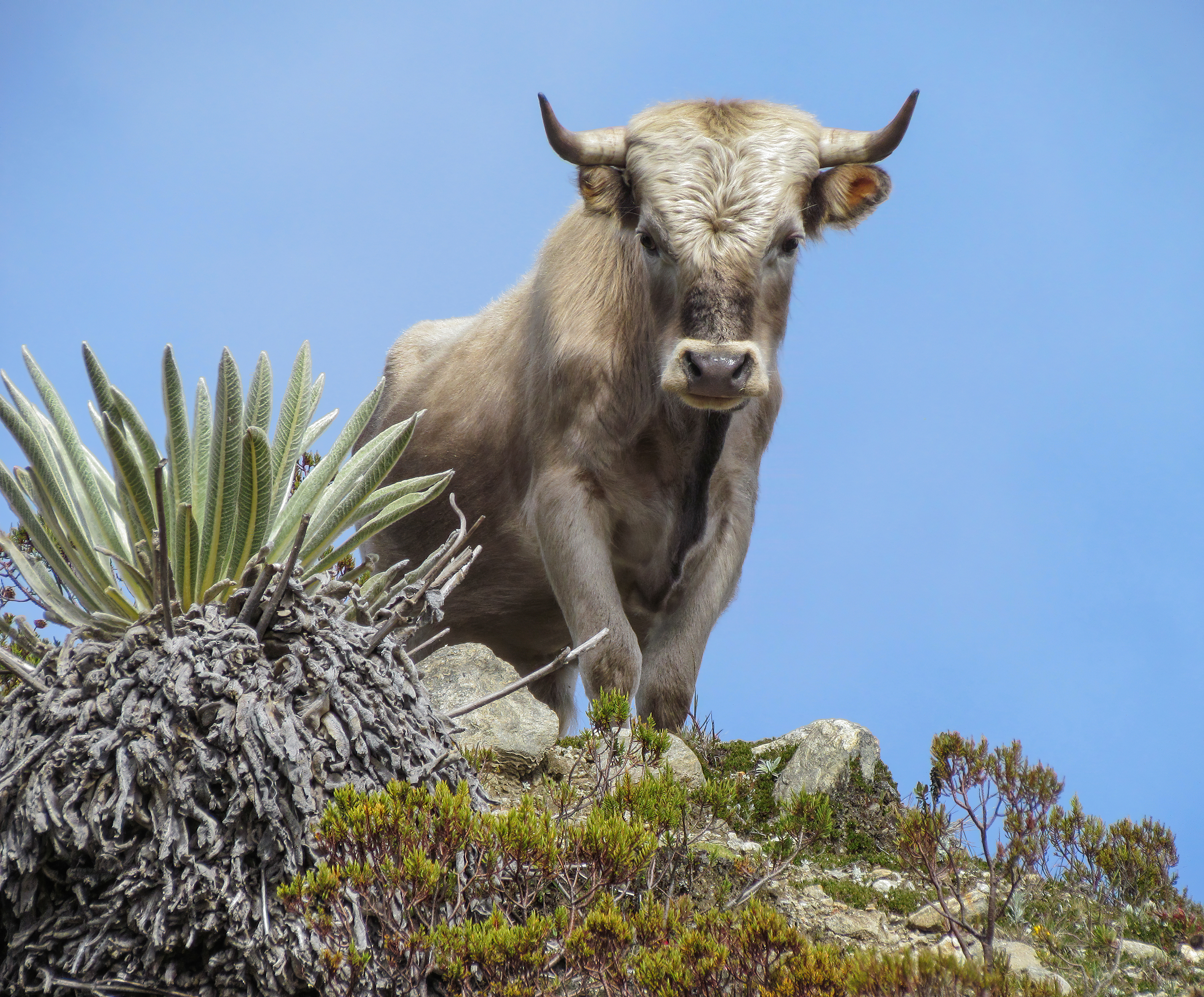
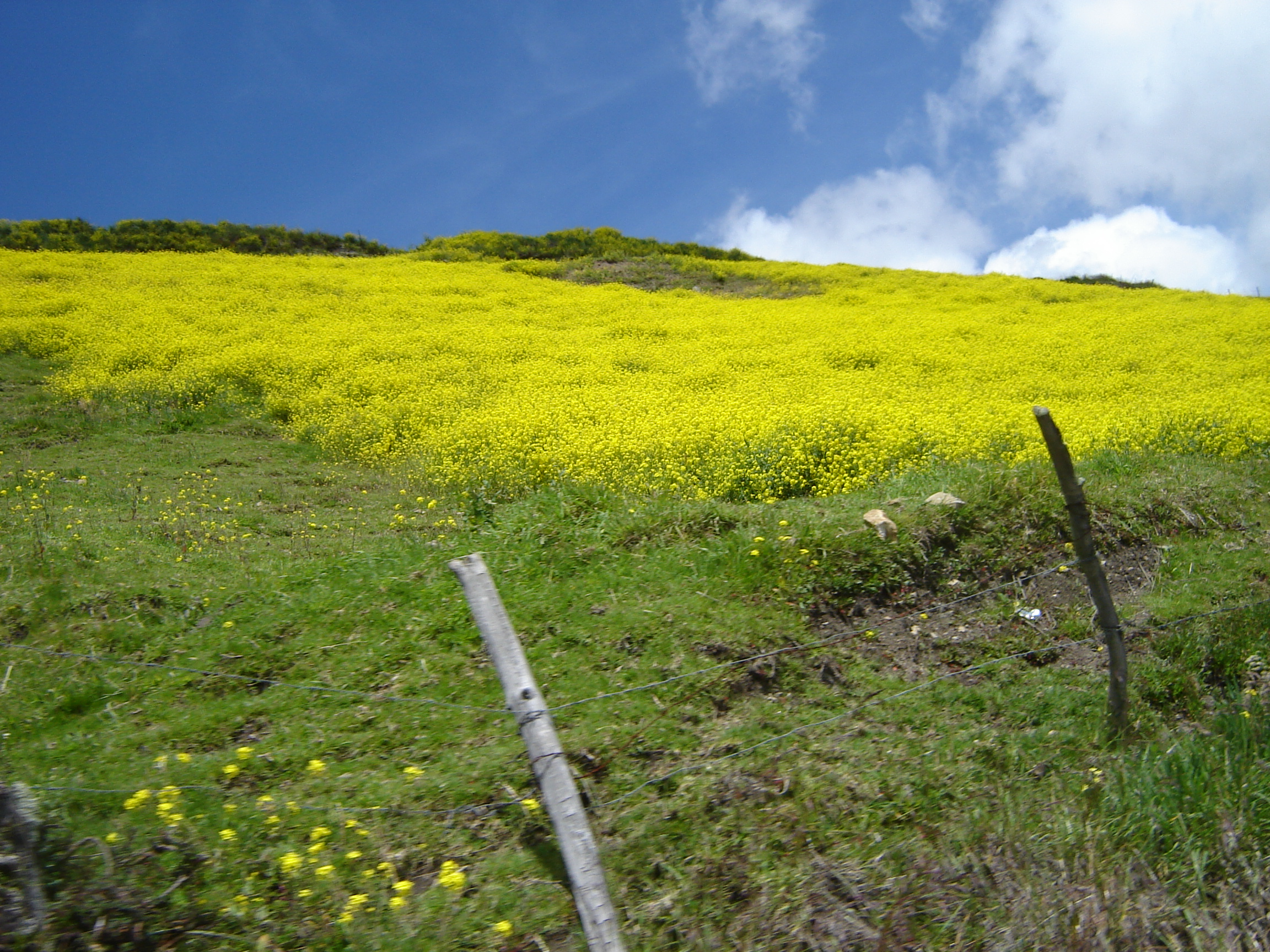